# Джордж Арнотт Вокер-Арнотт
Джордж Арнотт Вокер-Арнотт (англ. George Arnott Walker-Arnott, 1799–1868) — шотландський ботанік.

## Біографія
Джордж Арнотт Вокер-Арнотт народився в Единбурзі в 1799 році в сім'ї Девіда Вокера Арнотта з Арларі. Він навчався в парафіяльній школі Мілнатхорт, потім у Единбурзькій середній школі. Вивчав право в Единбурзі.
Вокер-Арнотт став ботаніком, обіймаючи посаду професора ботаніки в Університеті Глазго з 1845 по 1868 рік. Він вивчав ботаніку Північної Америки разом із сером Вільямом Гукером і співпрацював з Робертом Вайтом у дослідженнях індійської ботаніки. Вільям Дж. Хукер і Г. А. В-Арнотт переглянули зібраний в Австралії рослинний матеріал Олександра Коллі, який був відправлений назад до Великої Британії після його смерті. Він був членом Societe de Histoire Naturelle в Парижі та Московського імператорського товариства природознавства.
Вокер-Арнотт одружився з Мері Хей Барклай у 1831 році. Він помер у Глазго й похований на кладовищі Сайтхілл.

## Праці
- Disposition méthodique des espèces de mousses, 1825
- Tentamen methodi muscorum (разом з Robert Kaye Greville), 1826
- The Botany of Captain Beechey’s Voyage, 1830–1841 (разом з William Jackson Hooker)
- Prodromus florae peninulae Indiae orientalis (разом з Robert Wight), 1834

## Вшанування
На честь науковця названо види: Ceropegia arnottii, Indigofera arnottii, Sclerophylax arnottii, Diplazium arnottii